# 赫爾松省
赫爾松省（羅馬化：Khersonskaya guberniya，羅馬化：Khersonska huberniia）是俄羅斯帝國的一個省，範圍大致包括烏克蘭西南部的基洛夫格勒州、尼古拉耶夫州、赫爾松州北部和敖德薩州東部。面積73,353平方公里，1897年人口2,733,612人。首府赫爾松。
1803年以前被稱為尼古拉耶夫州。1920被併入敖德薩省。